# Giro del Lussemburgo 1992
Il Giro del Lussemburgo 1992, cinquantaseiesima edizione della corsa, si svolse dall'11 al 14 giugno su un percorso di 708 km ripartiti in 5 tappe, con partenza a Lussemburgo e arrivo a Diekirch. Fu vinto dal francese Jean-Philippe Dojwa della R.M.O. davanti all'olandese John van den Akker e allo statunitense Ron Kiefel.

## Tappe
| Tappa  | Data      | Percorso                                | km  | Vincitore di tappa | Leader cl. generale |
| ------ | --------- | --------------------------------------- | --- | ------------------ | ------------------- |
| 1ª     | 11 giugno | Lussemburgo > Dippach                   | 194 | Ron Kiefel         | Ron Kiefel          |
| 2ª     | 12 giugno | Rosport > Bertrange                     | 169 | Frans Maassen      | Ron Kiefel          |
| 3ª     | 13 giugno | Bettembourg > Foetz                     | 131 | Gert-Jan Theunisse | Ron Kiefel          |
| 4ª     | 13 giugno | Foetz > Bettembourg (cron. individuale) | 12  | Frans Maassen      | John van den Akker  |
| 5ª     | 14 giugno | Diekirch > Diekirch                     | 202 | Alberto Elli       | Jean-Philippe Dojwa |
| Totale | Totale    | Totale                                  | 708 |                    |                     |

## Dettagli delle tappe

### 1ª tappa
- 11 giugno: Lussemburgo > Dippach – 194 km

| Pos. | Corridore          | Squadra  | Tempo    |
| ---- | ------------------ | -------- | -------- |
| 1    | Ron Kiefel         | Motorola | 5h04'16" |
| 2    | John van den Akker | PDM      | s.t.     |
| 3    | Bruno Cenghialta   | Ariostea | s.t.     |

| Pos. | Corridore  | Squadra  | Tempo |
| ---- | ---------- | -------- | ----- |
| 1    | Ron Kiefel | Motorola |       |

### 2ª tappa
- 12 giugno: Rosport > Bertrange – 169 km

| Pos. | Corridore     | Squadra   | Tempo    |
| ---- | ------------- | --------- | -------- |
| 1    | Frans Maassen | Buckler   | 4h11'17" |
| 2    | Jesper Skibby | TVM-Sanyo | a 2'49"  |
| 3    | Alberto Elli  | Ariostea  | a 2'50"  |

| Pos. | Corridore  | Squadra  | Tempo |
| ---- | ---------- | -------- | ----- |
| 1    | Ron Kiefel | Motorola |       |

### 3ª tappa
- 13 giugno: Bettembourg > Foetz – 131 km

| Pos. | Corridore                | Squadra       | Tempo    |
| ---- | ------------------------ | ------------- | -------- |
| 1    | Gert-Jan Theunisse       | TVM-Sanyo     | 3h11'35" |
| 2    | Serafin Vieira de Araujo | Sicasal-Acral | a 37"    |
| 3    | Willem-Jan van Loenhout  | ELRO snacks   | s.t.     |

| Pos. | Corridore  | Squadra  | Tempo |
| ---- | ---------- | -------- | ----- |
| 1    | Ron Kiefel | Motorola |       |

### 4ª tappa
- 13 giugno: Foetz > Bettembourg (cron. individuale) – 12 km

| Pos. | Corridore      | Squadra  | Tempo  |
| ---- | -------------- | -------- | ------ |
| 1    | Frans Maassen  | Buckler  | 15'08" |
| 2    | Francis Moreau | MG Boys  | a 1"   |
| 3    | Rolf Sörensen  | Ariostea | a 16"  |

| Pos. | Corridore          | Squadra | Tempo |
| ---- | ------------------ | ------- | ----- |
| 1    | John van den Akker | PDM     |       |

### 5ª tappa
- 14 giugno: Diekirch > Diekirch – 202 km

| Pos. | Corridore      | Squadra  | Tempo    |
| ---- | -------------- | -------- | -------- |
| 1    | Alberto Elli   | Ariostea | 5h28'53" |
| 2    | Johan Museeuw  | Lotto    | a 3'32"  |
| 3    | Francis Moreau | MG Boys  | s.t.     |

| Pos. | Corridore           | Squadra  | Tempo     |
| ---- | ------------------- | -------- | --------- |
| 1    | Jean-Philippe Dojwa | R.M.O.   | 18h36'13" |
| 2    | John van den Akker  | PDM      | a 59"     |
| 3    | Ron Kiefel          | Motorola | a 1'20"   |

## Classifiche finali

### Classifica generale
| Pos. | Corridore           | Squadra             | Tempo     |
| ---- | ------------------- | ------------------- | --------- |
| 1    | Jean-Philippe Dojwa | R.M.O.              | 18h36'13" |
| 2    | John van den Akker  | PDM-Ultima-Concorde | a 59"     |
| 3    | Ron Kiefel          | Motorola            | a 1'20"   |
| 4    | Rolf Järmann        | Ariostea            | a 1'28"   |
| 5    | Benny Heylen        | La William-Duvel    | s.t.      |
| 6    | Frédéric Vichot     | R.M.O.              | a 1'50"   |
| 7    | Andy Bishop         | Motorola            | a 1'53"   |
| 8    | Peter De Clercq     | Lotto               | a 2'02"   |
| 9    | Kim Andersen        | Z                   | a 2'12"   |
| 10   | Robert Matwew       | Telekom             | a 2'28"   |